# Unitarisme (théologie)
Pour les articles homonymes, voir Unitarisme.
 (juin 2014).

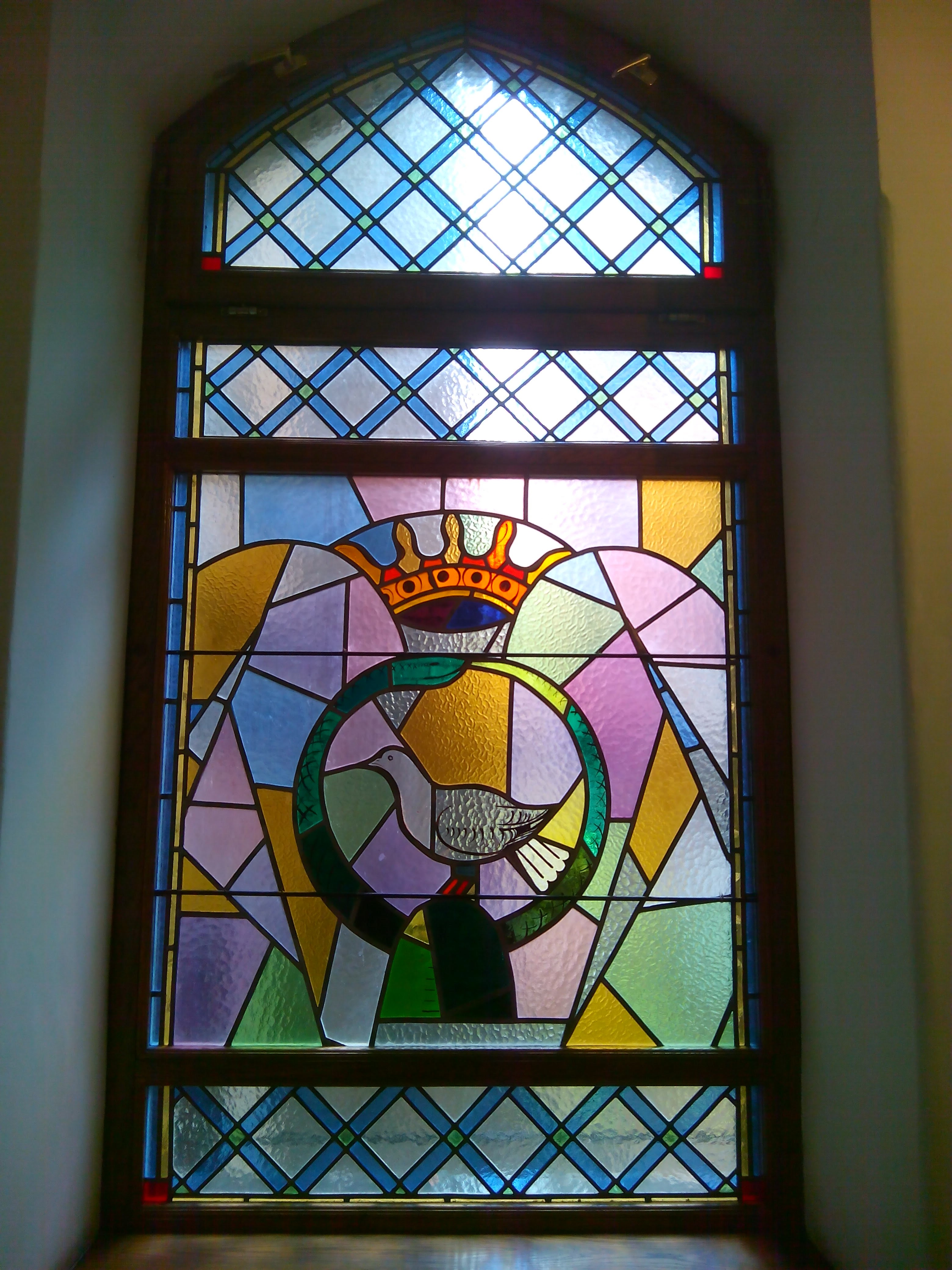
Vitrail d'une église unitarienne à Budapest.

L’unitarisme (ou unitarianisme) est une doctrine qui affirme que Dieu est un seul et même esprit, et non une ousia (en grec οὐσία, « essence », « substance », « être ») en trois hypostases, à savoir le Père, le Fils et l'Esprit, fondement du dogme de la Trinité. Il s'oppose donc au « trinitarisme », qui est la doctrine officielle du christianisme depuis le premier concile de Nicée (325) et le concile de Chalcédoine (451) et que suivent les principales Églises chrétiennes (catholicisme, christianisme orthodoxe, protestantisme).
Les idées unitaristes étaient présentes dans des mouvements antérieurs au concile de Chalcédoine, dont le plus connu est l'arianisme (même si Jésus est vu seulement comme messie et prophète par les unitariens alors que ce n'était pas le cas des ariens qui le voyaient comme la première et la plus grande créature), au IVe siècle, mais l'unitarisme ne naît en tant que mouvement religieux organisé qu'au moment de la Réforme protestante en Europe (donc au milieu du XVIe siècle), à la fois en Pologne-Lituanie et en Transylvanie, sous l'impulsion du réformateur Ferenc Dávid et du roi Jean Sigismond Zápolya. Les fondateurs de ces mouvements cherchent à accomplir une réforme qui soit entièrement conforme aux Écritures hébraïques et au Nouveau Testament. En particulier, ils ne trouvent aucune justification biblique pour la doctrine de la Trinité acceptée par les autres Églises chrétiennes et accusent les partisans du dogme de la Trinité de ne pas être strictement monothéistes. La première église unitarienne en Angleterre est créée en 1774, à l'Essex Street Chapel de Londres, et la doctrine apparaît officiellement aux États-Unis en 1784 avec James Freeman (en)(1759-1835), dans la mouvance des églises puritaines.
L'unitarisme reconnaît Jésus comme le messie et prophète et non comme Dieu. L'unitarisme est parfois considéré comme faisant partie du protestantisme, mais certains l'en excluent en raison de son rejet de la Trinité. Dans son « Encyclopédie des religions américaines », John Gordon Melton classe l'unitarisme parmi les églises chrétiennes libérales.
L'unitarisme ne doit pas être confondu avec les Églises uniates ou encore les Églises unies.

## Doctrines
L'unitarisme (certains préfèrent l'anglicisme l'unitarianism) présente des visages diversifiés.
Si à l'origine, les églises chrétiennes anti-trinitaires étaient relativement conservatrices, l'arrivée au "Nouveau Monde" et la création des États-Unis, souvent autour de personnalités unitariennes, lui apporta un début de souffle nouveau.
Par exemple, le pasteur et philosophe Ralph Waldo Emerson - l'un des rares théologiens à avoir trouvé grâce aux yeux de Nietzsche – développa une philosophie de l'existence où l'idée de l'interdépendance du vivant et du monde joue un rôle clef.
Par la suite, désireux de développer des contacts avec des personnes issues d'autres voies spirituelles, mais aussi de se distancier du christianisme « classique », de nombreux unitariens se déclarèrent universalistes. Pour eux, la question de l'unité de Dieu n'était plus centrale. L'unité était désormais à rechercher au niveau des êtres humains, mais aussi au niveau de la relation de l'humain au monde.
Enfin, selon le courant majoritaire de l'unitarisme-universalisme, issu de la fusion des communautés universalistes et unitariennes aux États-Unis en 1961 :
Les congrégations reçoivent des humanistes, agnostiques, athées, théistes, chrétiens libéraux, néopaganistes et spiritualistes de la terre. Les congrégations sont liées par un certain nombre de principes communs, chaque personne décidant de la croyance qui mène vers ces principes.
Ces principes sont les suivants : La liberté de conscience et de pensée, la valeur et la dignité inhérentes à chaque personne, la justice et la compassion dans les relations humaines, la responsabilité dans la protection et la promotion de la vie, l'engagement en faveur des principes démocratiques.
En parlant de croyance et de théologie, il est important de noter que l’unitarisme-universalisme se considère comme une façon de pratiquer la religion plutôt qu’une doctrine religieuse. La religion y est une recherche permanente de sens, de buts, de valeurs et de profondeur dans la vie d’une personne. Il y est affirmé que tous les individus ont le droit de faire leur propre recherche et toutes les personnes ne vont pas vers les mêmes croyances.
Bien que certaines congrégations soient toujours chrétiennes libérales, aujourd’hui seulement 20 pour cent des UU se qualifieraient de chrétiens. Donc la religion unitarienne universaliste ne peut pas être considérée comme chrétienne.
La plupart des christologies chrétiennes, celles, par exemple, des catholiques, orthodoxes ou protestants, se fondent sur la notion de Trinité. Contrairement à elles, les unitariens rejettent le dogme trinitaire,.
À côté de ces chrétiens unitariens, un courant unitarien universaliste s'attache à développer une théologie où la référence à la Bible n'est ni obligatoire ni nécessaire. Les participants aux assemblées unitariennes universalistes peuvent provenir de diverses voies spirituelles ou ne s'inscrire dans aucune tradition religieuse, chacun restant libre de sa recherche et de sa voie.

## Histoire
Les unitariens se réclament des courants non-trinitaires du christianisme, en particulier des Ariens qui en 306, avant le concile de Nicée tenu en 325, n'acceptent pas la division de Dieu en trois personnes et nient la divinité du Christ. Les peuples germaniques, tels les Vandales ou les Goths, étaient ariens.
Le mouvement unitarien est une branche du protestantisme née au moment de la Réforme, en France notamment. En 1531, le théologien espagnol Michel Servet publie Des erreurs de la Trinité et Deux livres de dialogues sur la Trinité.

### Arianisme
Au début du IVe siècle naît une école de pensée à l'origine de la création d'une orthodoxie chrétienne par réaction : l'arianisme, du nom de son fondateur, le prêtre Arius (256-336). Celui-ci était probablement l'élève de Mélèce, organisateur de la résistance interne à Alexandrie lors de la persécution de Dioclétien, en 306. Il se trouva donc à la tête d'une des communautés d'Alexandrie et y jouissait d'une grande considération car il était un prédicateur ardent, poète, disposant d'arguments solides.
Nombreux seront ceux qui se joindront à lui, prêtres et laïcs, délaissant les doctrines qu'Arius dénonçait comme non conformes aux Évangiles. Il fut plusieurs fois anathématisé, ce qui ne l'empêcha nullement de continuer à prêcher, enregistrant alors tour à tour approbations et condamnations.

### À partir de la Réforme

#### Antitrinitariens de la Réforme radicale
La première branche, théologique et sociale, dont le mouvement le plus connu est contemporain de Martin Luther est celui de l'anabaptisme de Thomas Müntzer. Parmi les divers courants de cette Réforme radicale, certains étaient antitrinitaires tout en ayant des positions assez diverses :
1. Les uns contestaient simplement que le Saint-Esprit soit « une personne » que l'on pourrait prier (par exemple Johannes Campanus à Juliers).
2. D'autres, comme Martin Cellarius (en) en 1527, pensaient que la divinité de Jésus était celle que tout homme peut revêtir lorsqu'il était habité par le Saint-Esprit.
3. Un troisième groupe d'antitrinitaires voyait en Jésus un homme divinisé après sa mort et ayant pris place, par la Résurrection, parmi les êtres célestes (Sozzini).
4. D'autres encore voyaient enfin en Jésus : un prophète, non préexistant, né de Joseph et de Marie, non divinisé (cf. les « judaïsants » de Transylvanie)

Il y eut donc des antitrinitaires dans tous les pays de l'Europe occidentale : en Allemagne, en Hollande, en Alsace, en France, en Suisse (Bâle, Zurich et Genève), aux Grisons et en Italie du Nord. Il convient d'insister sur le rôle important joué par les antitrinitaires italiens, favorables à l'anabaptisme et ayant leur centre à Venise. En 1550, dans cette même ville, le synode des évêques anabaptistes italiens, représentant environ soixante-dix paroisses, adopta une confession de foi en 10 articles, dont le premier article stipulait la foi de ce synode en Jésus « vrai homme et non-Dieu ».
La réaction fut immédiate : l'Inquisition italienne sévit contre tous les réformés quels qu'ils soient, poussant ces derniers à l'exode vers les Grisons, vers la Suisse, etc. Le réformateur Jean Calvin accueillit un groupe de ces réformés italiens qui organisa bientôt une Église réformée italienne à Genève. Parmi ces réfugiés il y avait des antitrinitaires : Georges Biandrata (qui fut condisciple de François Rabelais à Montpellier et qui était professeur à Pavie) ; Giovanni Paolo Alciati della Motta (it) et Giovanni Valentino Gentile ainsi que Mathieu Gribaldi, qui habitant à Farges dans le pays de Gex visitait souvent ses amis à Genève, ou encore, autre visiteur à Genève, Lelio Sozzini. Ces deux derniers tentèrent, en 1553, mais en vain, d'infléchir à la clémence, les adversaires de Michel Servet. Persécutés par Calvin, Biandratra, Alciati et Gentile s'enfuirent de Genève en 1558 et se rendirent en Pologne.

### Diffusion
La Transylvanie vit des périodes d'oppression dont les premières, à la fin du XVIe siècle, sont calvinistes. Ensuite arrivent les persécuteurs catholiques, lorsque la Hongrie est occupée par les Autrichiens entre 1690 et 1867. Les unitariens peuvent pourtant jouir d'une liberté relative en Hongrie, pays alors sous la coupe des Turcs. Ils y créent là un centre, à Pécs (Sud de la Hongrie).
L'Église unitarienne de Transylvanie avec ses filiales en Hongrie, connaît un souffle nouveau dès 1821, lorsque les antitrinitaires anglais et les unitariens hongrois se découvrent mutuellement. Ces liens se concrétisent par une aide matérielle et morale offerte aux opprimés. Ces frères anglo-saxons adoptent aussi le nom d'unitariens en Grande-Bretagne, et surtout aux États-Unis où les unitariens se comptent par centaines de milliers, et ceci sans compter ceux qui, tout en appartenant à d'autres Églises, sont personnellement de sympathie unitarienne.

### Persécutions
Comme toutes les confessions chrétiennes au XVIe siècle, les unitariens subirent des persécutions de la part des autres confessions - notamment catholiques et calvinistes : rétractations obtenues sous la menace, exil, exécutions, etc.
Le 15 avril 1539, une femme de 80 ans, Hélène Weigel, après dix ans passés en prison à la suite d'une dénonciation (celle de l'évêque du lieu en l'occurrence) fut brûlée au bûcher à Cracovie. Elle croyait en l'unité de Dieu mais reniait la Trinité. Son rejet en bloc des dogmes et des rites de l'Église catholique fut la cause de sa condamnation. Avant que le bourreau ne mît le feu aux fagots, elle s'écria : « L'âme de celui qui reste dans la vérité ne saurait être damnée ».
Le 27 octobre 1553, le médecin espagnol Michel Servet, condamné par les calvinistes genevois, subissait le même sort. Il niait la division en trois personnes distinctes. Pour couronner le tout, à l'instar des anabaptistes, il prônait le baptême des adultes. Jean Calvin approuva la condamnation, déplorant toutefois que le bûcher ne fut pas remplacé par la décollation, moins cruelle.
Le bûcher du Hollandais David Joris en 1559 à Bâle mérite d'être cité. En effet, après avoir scandalisé le clergé par ses écrits, il vint finir ses jours près de Bâle sous un faux nom et y mourut en 1556. Trois ans plus tard, son identité fut découverte ; on le condamna donc, exhuma son cadavre qu'on brûla avec ses écrits.
Le 30 avril 1632, à Genève, le pasteur Nicolas Antoine était garrotté par le bourreau et son cadavre brûlé. Il avait prêché l'unité de l'essence divine sans distinction de personnes, l'obéissance à la Loi donnée par Dieu à Moïse sur le Sinaï, la nécessité pour le croyant de se circoncire, l'observance du sabbat et l'abstention de viandes impures. Il croyait que le Messie à son second retour serait encore une fois un homme. Il niait la doctrine du péché originel, prônait la responsabilité de chacun dans l'obtention du salut et pensait que le Nouveau Testament contredisait l'Ancien.

### Les sociniens anglais
La période de John Biddle (1615–1662) à Joseph Priestley (1733-1804) peut être considérée comme le passage du socinianisme plutôt fondamentaliste aux débuts de l'unitarisme libéral. Il y avait un grand bouillonnement d'idées à l'époque, avec des penseurs se reconnaissant dans des courants tels le socinianisme (Paul Best et John Biddle), le sabellianisme (John Fry), l'arianisme (John Knowles, Thomas Collier, William Whiston et Paul Hobson (en)) ou encore l’universalisme (Richard Coppin (en), John Reeve (en) et Ludowicke Muggleton (en)).

## Unitarisme contemporain

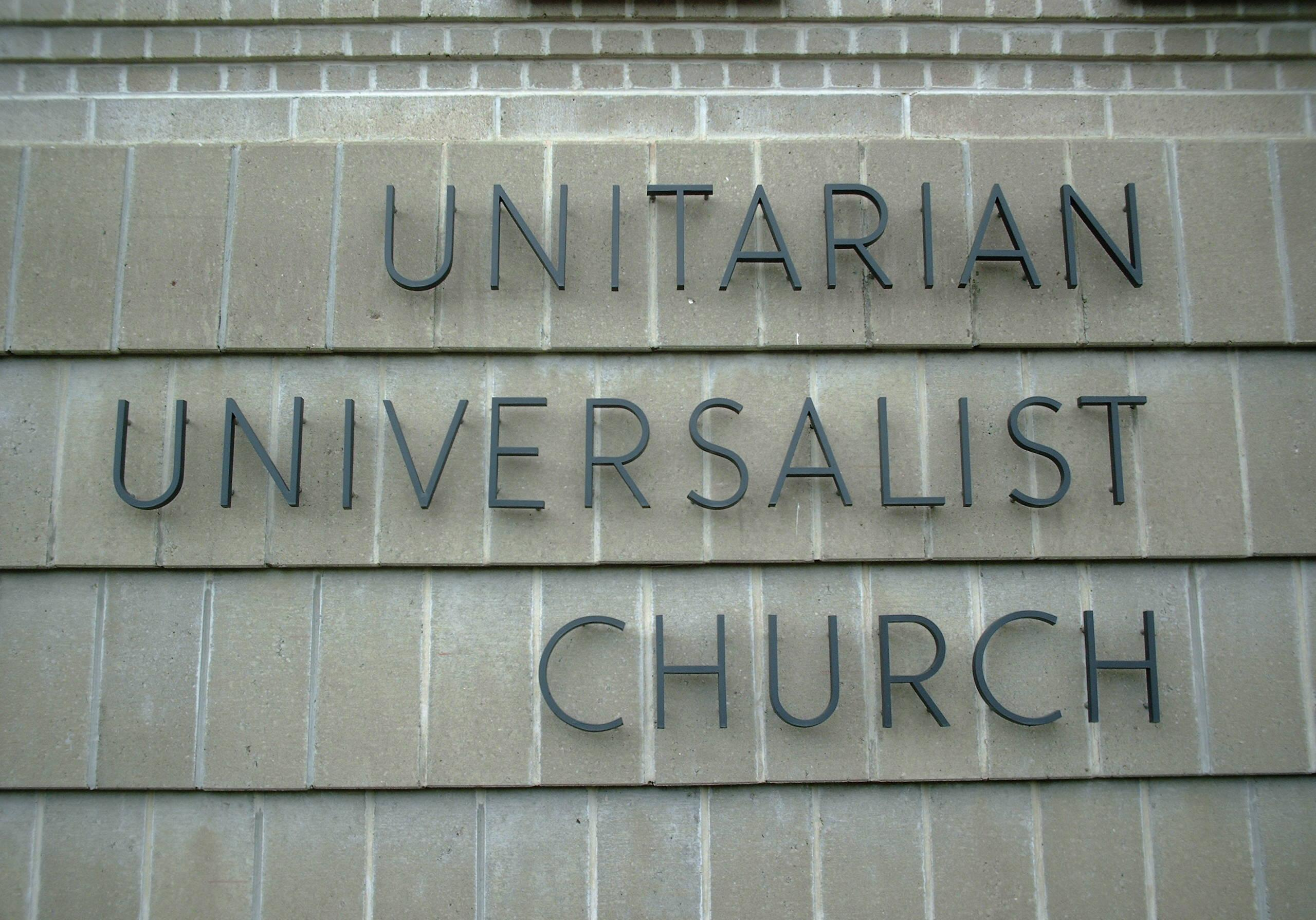
ecriteau devant une eglise unitariste contemporaine

L’unitarisme s’est maintenu sous sa version chrétienne historique dans les Églises de Transylvanie, de Hongrie, de Grande-Bretagne, en Norvège et à Boston aux États-Unis (notamment la King's Chapel). De plus, des associations nominativement « chrétiennes unitariennes » sont apparues à partir de la fin du XXe siècle et au début de notre siècle en Grande-Bretagne, France, Italie ainsi qu'au Burundi, Congo-Brazzaville, et en République Démocratique du Congo.
À cette composante chrétienne s'est ajouté, à partir de 1961, l’universalisme, héritage de l’Église universaliste d’Amérique (prônant le salut pour tous). L’unitarisme-universalisme est né de la fusion à cette date de l’Association unitarienne américaine (AUA, 1825-1961) et de l’Église universaliste susnommée (1779-1961). Les congrégations américaines s’étaient déjà ouvertes aux agnostiques et aux athées en recherche spirituelle à partir du dernier quart du XIXe siècle. Allant plus loin, l’unitarisme-universalisme met quant à lui, toutes les religions humaines sur le même niveau, le christianisme, toujours respecté, n’est plus au centre, ni en position majoritaire au sein de ce mouvement.
Les unitariens sont surtout présents aux États-Unis (plus de 150 000 adultes inscrits dans les congrégations soit une participation totale estimée à 630 000), en Roumanie (80 000 membres recensés en 1992), au Canada (5 400 membres), en Grande-Bretagne (moins de 5 000 membres), en Hongrie, en Allemagne, en République tchèque et en Pologne.
En dehors de l'Amérique du Nord et de l’Europe, on note une forte présence en Inde (10 000 membres en pays kashi) et, plus récemment, aux Philippines (2 000 membres). Des petites communautés existent dans la plupart des autres pays européens, en Amérique latine et dans quelques pays d’Afrique noire (Afrique du Sud, Nigeria, Ouganda, Burundi, Congo Brazzaville et Congo Kinshasa).
En Europe francophone (France, Belgique, Suisse), ils sont peu nombreux, pas plus d’une centaine, présents dans le courant du protestantisme libéral ou au sein des deux associations unitariennes françaises (Assemblée fraternelle des chrétiens unitariens — actuellement en sommeil — et Fraternité unitarienne de Nancy — une centaine d'adhérents).

#### Liens vers des sites unitariens
- Église unitarienne francophone (EUfr) avec son carnet d'adresses
- Assemblée fraternelle des chrétiens unitariens (AFCU) (voir liens classés par pays)
- Tour d'horizon sur l'unitarisme (en anglais)
- 21st Century Reformation